# Voinescu
Voinescu è un comune della Moldavia situato nel distretto di Hîncești di 2.762 abitanti al censimento del 2004